# Socionext
Socionext (яп. 株式会社ソシオネクスト, Kabushiki-kaisha Soshionekusuto) — компанія з проектування цифрових мікросхем, створена у березні 2015 року шляхом виокремлення напівпровідникових підрозділів компаній Fujitsu і Panasonic. Має близько 2500 співробітників[коли?]; штаб-квартира розташована у Йокогамі, Японія.
Європейський підрозділ має офіси у Ланґені, Мюнхені і Брауншвайгу, Німеччина, а також у Мейденгеді і Свіндоні (Велика Британія) і Лінці (Австрія). 
Socionext знаходиться у приватній власності. Головні власники — Банк розвитку Японії, Fujitsu, і Panasonic.

## Продукція
У 2018 році Socionext, спільно з компаніями Linaro і Gigabyte, у рамках проекту 96boards розпочала обмежений продаж 24-ядерної комп'ютерної системи «DeveloperBox», заснованої на системі на кристалі SynQuacer SC2A11.